# Kino Mikro

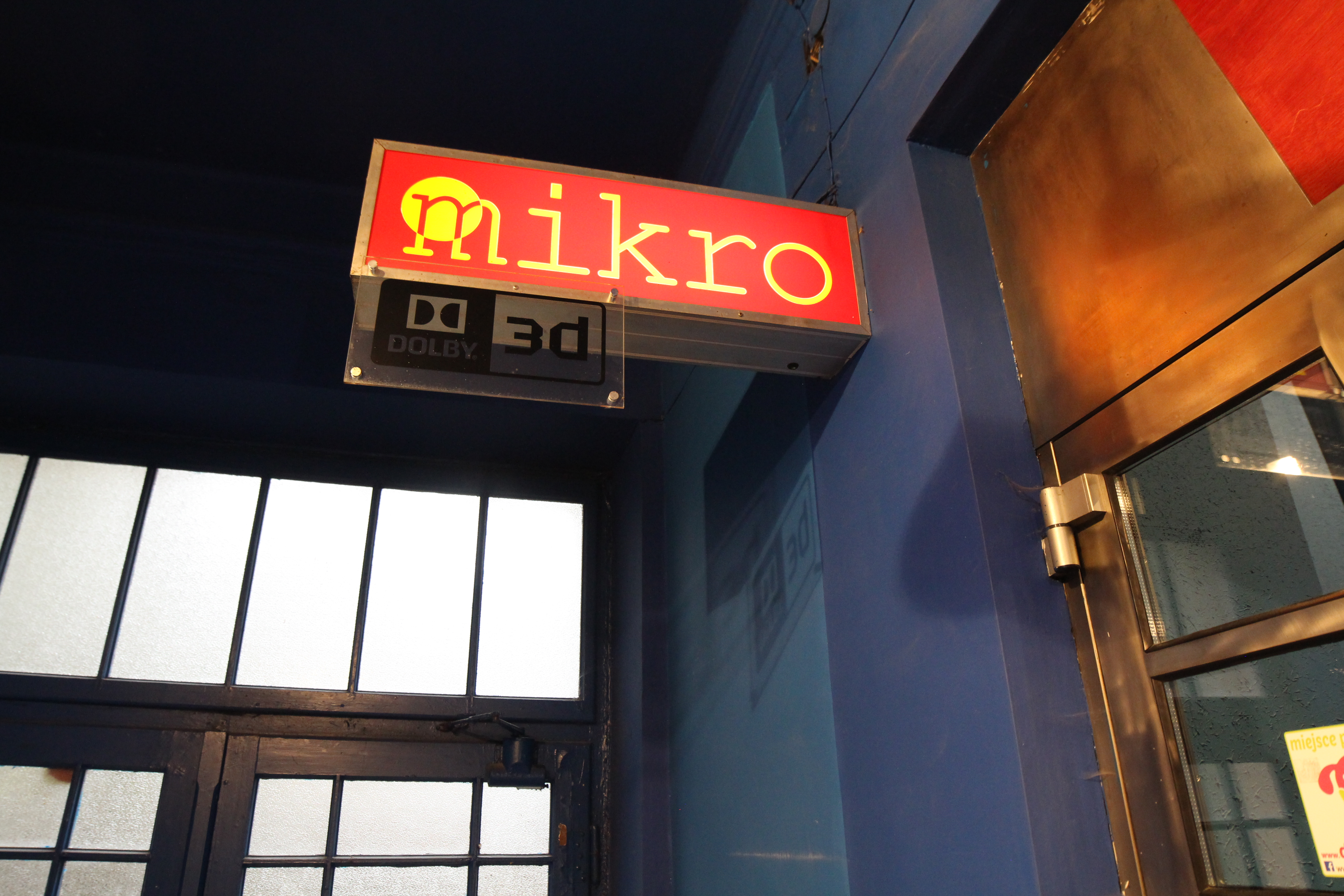
Wejście do Kina

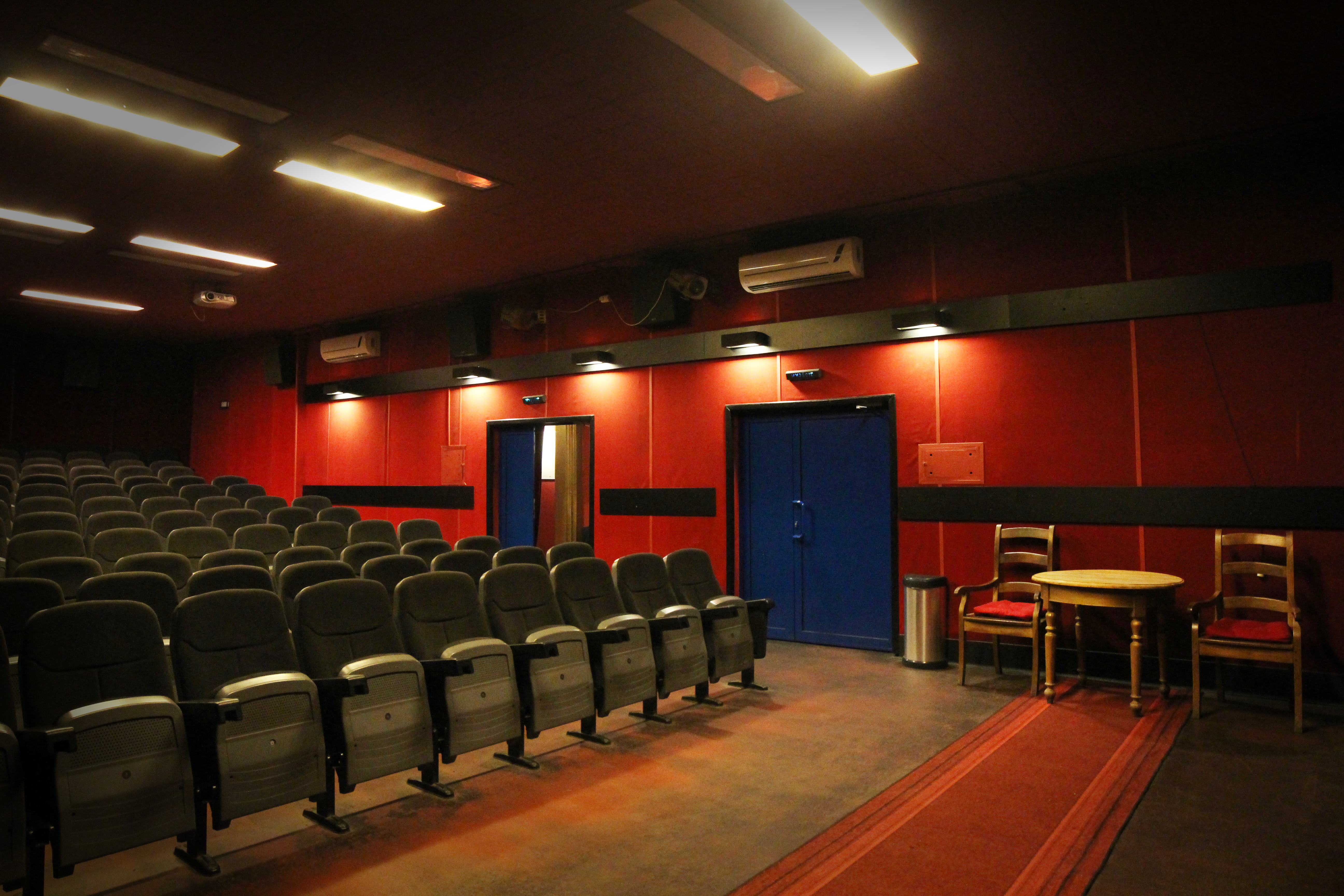
Sala Mikro (123 miejsca)

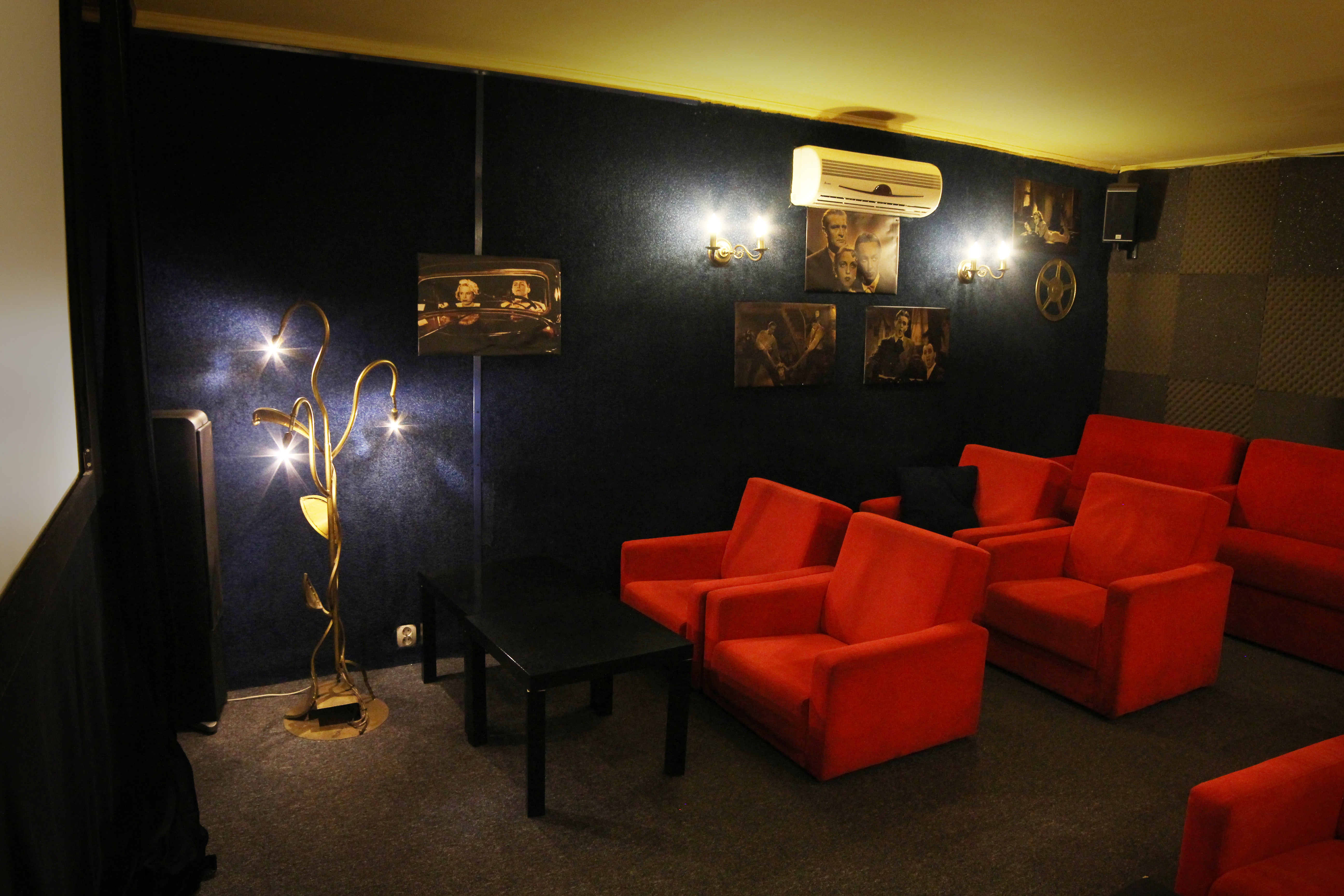
Sala Mikroffala (14 miejsc)

Kino Mikro – kino studyjne w Krakowie, przy ul. Lea 5. Działa powszechnie od 1959 roku, od 7 kwietnia 1984 jako Klub Sztuki Filmowej „Mikro&Mikroffala”, część spółki Apollo Film.

## Historia
Kino Mikro funkcjonowało przy ówczesnej ulicy Dzierżyńskiego (obecnie Lea) już w latach 50. XX wieku w charakterze kina milicyjnego. W tym czasie oglądał w nim filmy młody Roman Polański.
7 kwietnia 1984 roku zainaugurował swoją działalność Klub Sztuki Filmowej „Mikro&Mikroffala”. W kinie zaczęły regularnie odbywać się wydarzenia filmowe; konkursy, przeglądy i festiwale, a także inne imprezy kulturalne. W Mikro gościli na pokazach swoich filmów m.in.: Roman Polański, Andrzej Wajda, Malcolm McDowell, Kazimierz Kutz, Jerzy Hoffman i Marcin Koszałka.
Przez szereg lat Klub Sztuki Filmowej „Mikro" prowadził Krzysztof Gierat. Pomagał mu Janusz Makuch. Na bramce stali m.in. Grzegorz Gajewski i Andrzej Sołtysik. W radzie programowej kina zasiadali m.in.: Alicja Helman, Zbigniew Preisner i Henryk Jacek Schoen. Od 1992 roku kinem kieruje Iwona Nowak.
Od lutego 2009 do początku 2011 roku w Mikro działał dyskusyjny klub filmowy DKF Mikro-Odeon, którego gospodarzem był Maciej Gil. DKF został wyróżniony Nagrodą Polskiego Instytutu Sztuki Filmowej. Nagroda została wręczona podczas Festiwalu Polskich Filmów Fabularnych w Gdyni. W kinie odbywały się pokazy połączone z panelami popularnonaukowymi, m.in. z udziałem Jerzego Vetulaniego, który był w Mikro częstym gościem.
Kino Mikro jest zrzeszone w Sieci Kin Studyjnych i Lokalnych oraz w sieci Europa Cinemas. W kwietniu 2010 roku w kinie został zainstalowany projektor cyfrowy, który umożliwia projekcję filmów w 3D. W 2013 roku została uruchomiona filia Kina w Galerii Bronowice.
W Kinie Mikro odbywają się projekcje w ramach Krakowskiego Festiwalu Filmowego, Off Camera i Copernicus Festival. Corocznie w Mikro odbywa się też Przegląd Filmów o autyzmie i zespole Aspergera. We wrześniu 2019 roku Kino Mikro zainicjowało cykl Pora dla seniora, w którym pokazy poprzedzają prelekcje filmoznawców: Janusza Korosadowicza i Bogusława Skowronka, a po pokazach odbywa się poczęstunek i dyskusja wśród widzów. W 2021 w Mikro odbyła się wystawa w ramach Miesiąca Fotografii w Krakowie.
Kino Mikro zawiesiło działalność w związku z pandemią COVID-19 na okres marzec–czerwiec 2020 oraz październik 2020–maj 2021 (z kilkutygodniowym otwarciem w marcu 2021). Ponadto zostały zorganizowane pokazy kina on-line poprzez platformę mojekino.pl.

## Sale
Mikro
- 123 miejsca;
- dźwięk Digital Dolby 5.1;
- projektor cyfrowy 2K (NEC 1600);
- projektor fullHD, 35 mm i 16 mm;
- klimatyzacja;

Mikroffala
- 14 miejsc;

Galeria Bronowice
- 35 miejsc.